# St. Gregory und St. Martin (Wye/Kent)

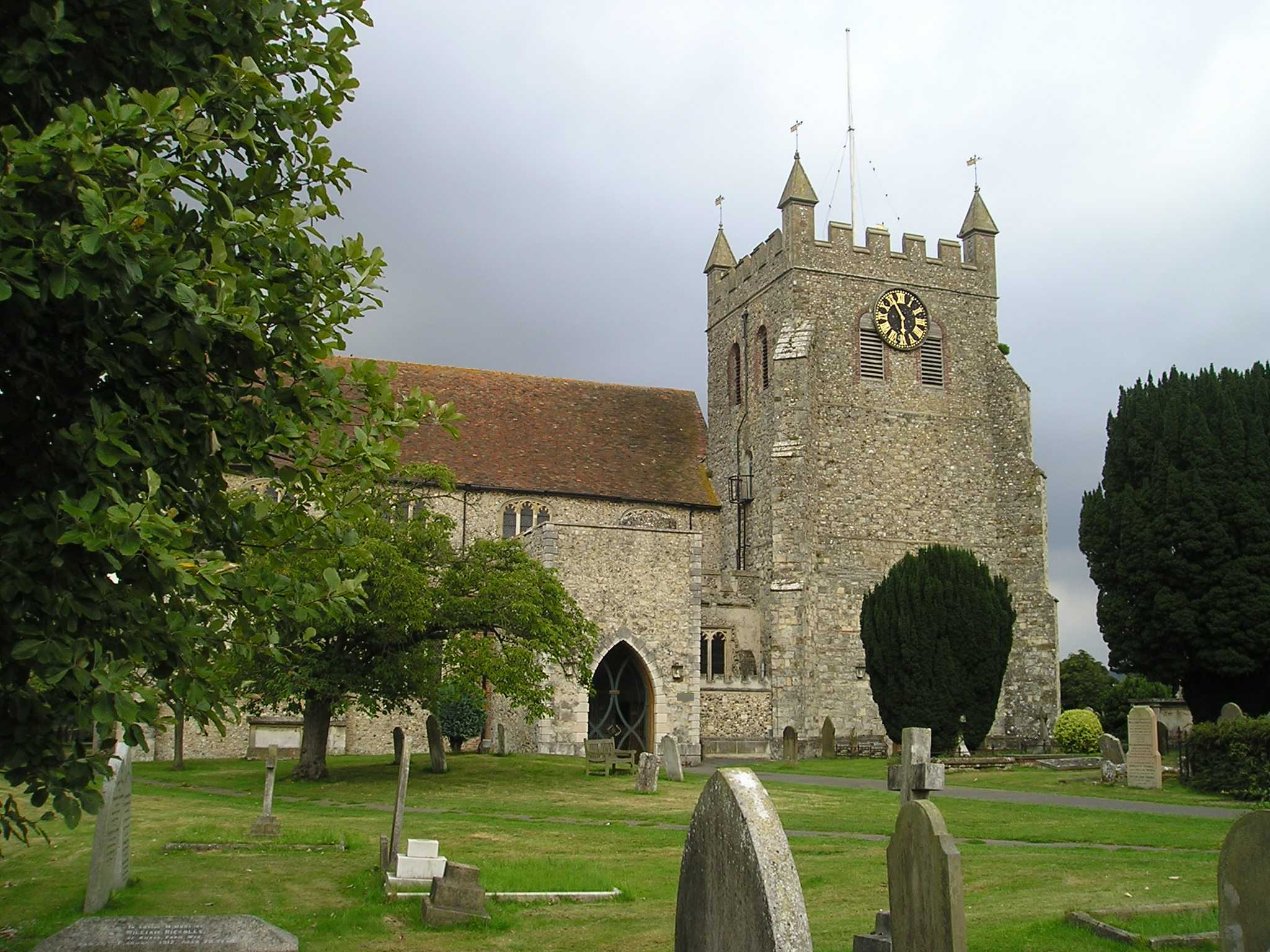
Die Gemeindekirche St. Gregory und St. Martin in Wye

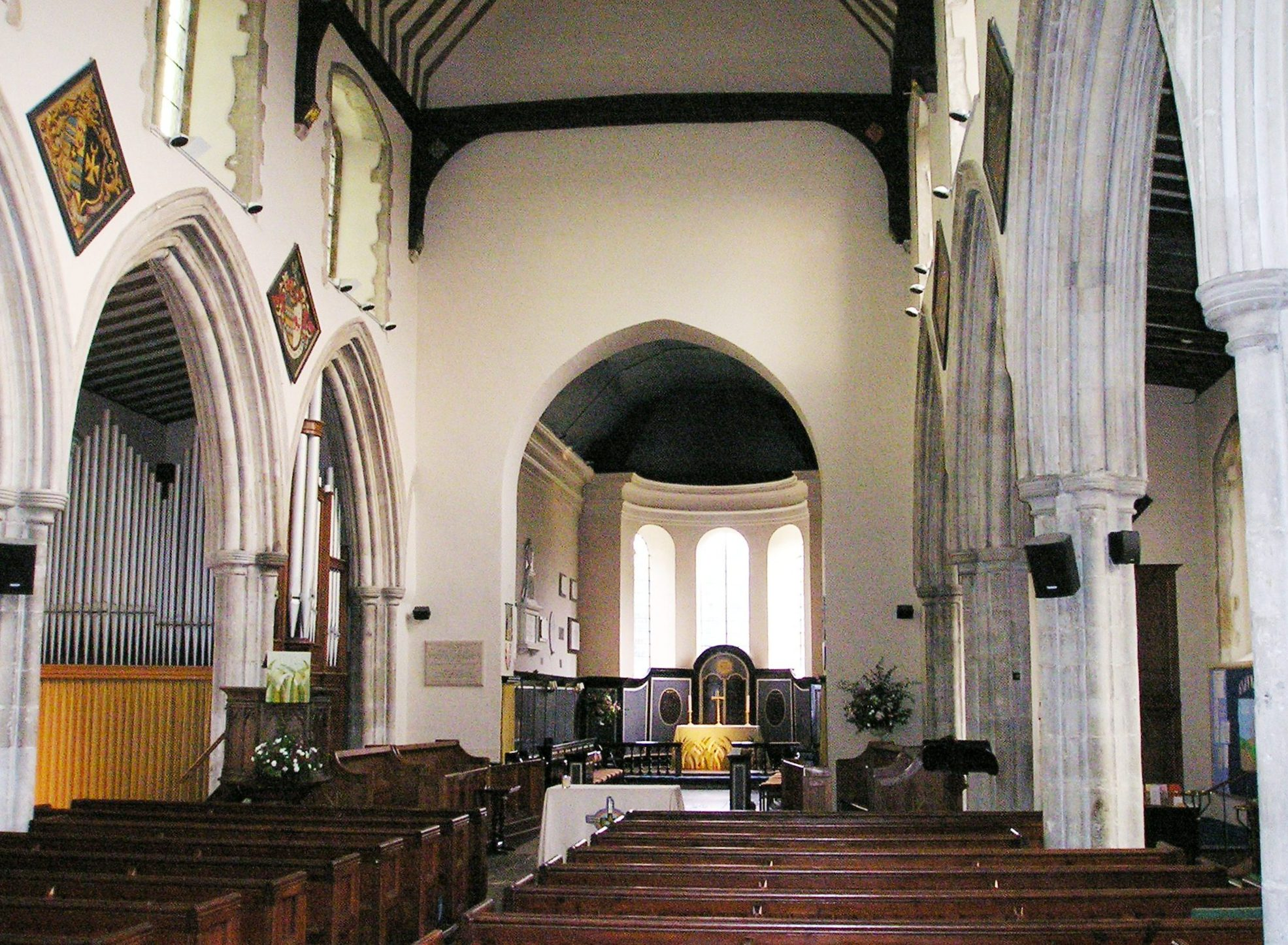
Blick vom mittelalterlichen Hauptschiff zum Ostchor aus dem frühen 18. Jahrhundert

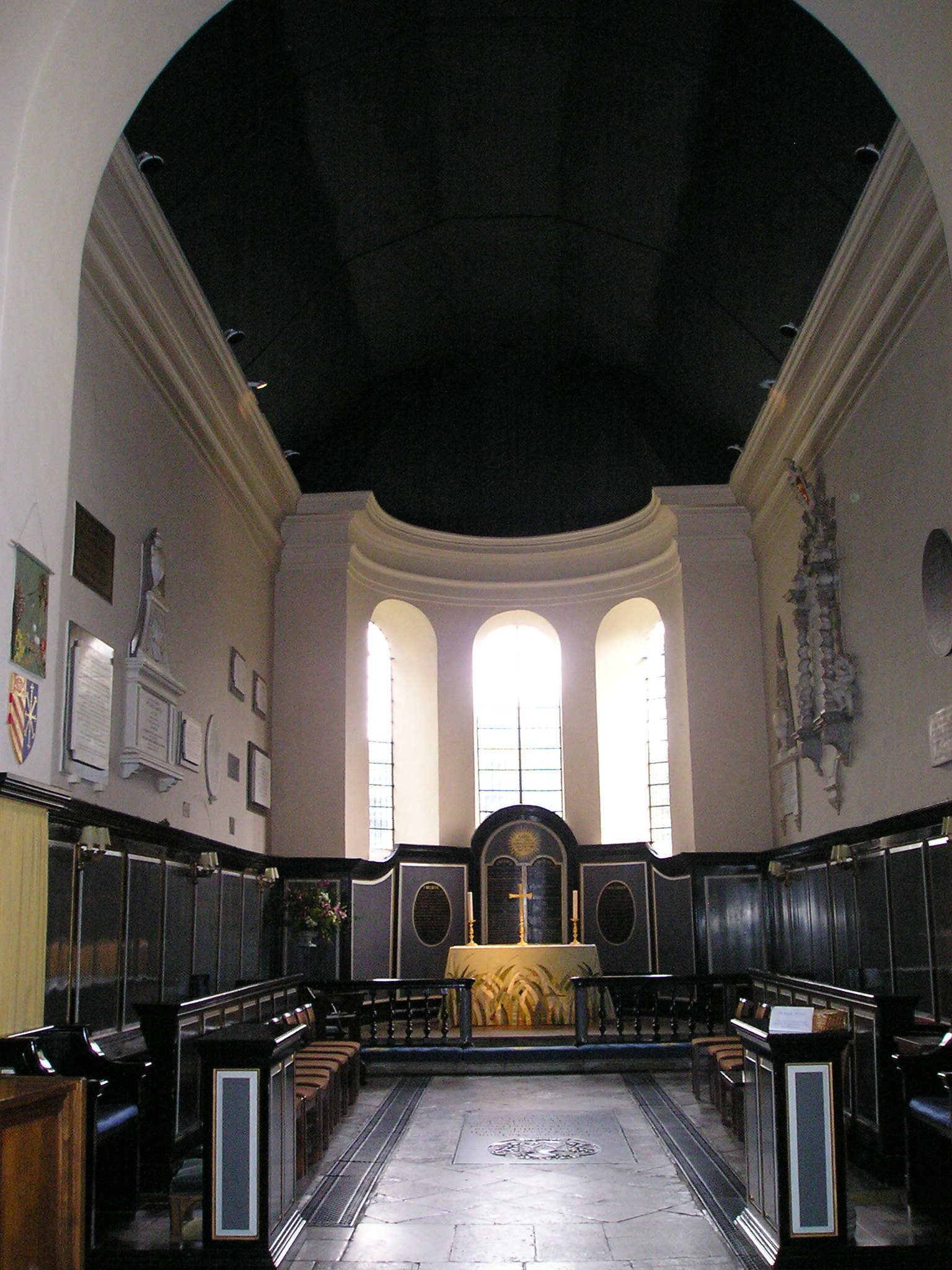
Der Chor aus dem 18. Jahrhundert

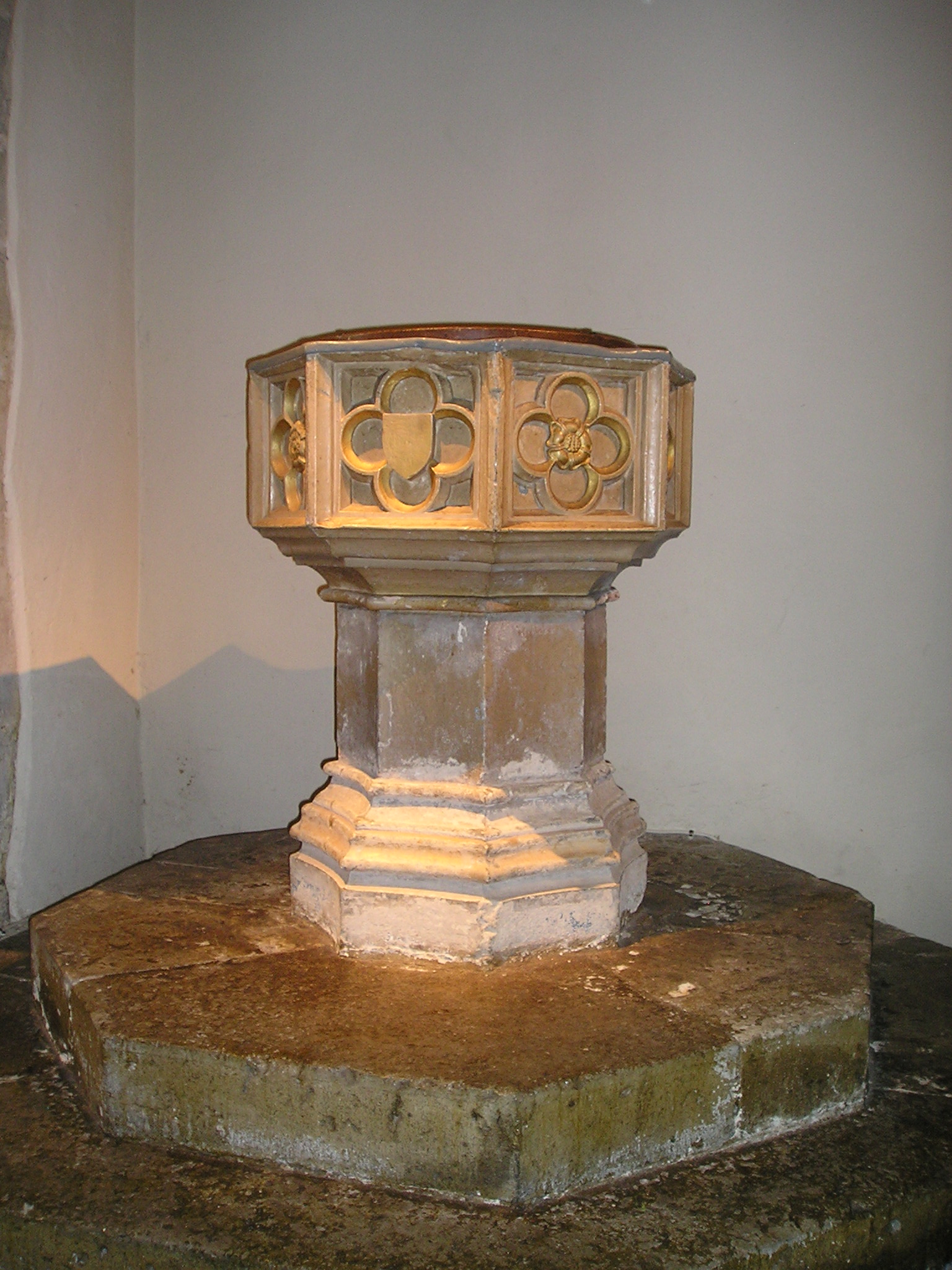
Taufbecken in St. Gregory und St. Martin

Die St Gregory und St Martin Church in Wye, Kent ist eine anglikanische Pfarrkirche.

## Lage
Wye liegt ca. 19 km von Canterbury entfernt und ist der Hauptort der zivilen Gemeinde Wye with Hinxhill. 75,2 Prozent der 2.405 Einwohner (2001) von Wye gehören christlichen Kirchen an, überwiegend der anglikanischen Kirche. Deren Sakralbau liegt mitten im Ort am Ende der Church street und ist von einem Friedhof umgeben.

## Vorgängerbauten
In Wye stand schon seit der Zeit der Sachsen (ca. 6. Jahrhundert) eine Kirche, die dem heiligen Gregor geweiht war. Sie ist im Domesday Book von 1086 erwähnt. Nach der normannischen Eroberung wurde Wye von Wilhelm dem Eroberer zur Trutz-Abtei erklärt. Um 1200 wurde eine neue Kirche zum hl. Gregory geweiht; zusätzlich widmete man sie dem Schutzpatron der Normannen, dem heiligen Martin.

## Heutige Kirche
John Kemp, der aus Wye/Olantigh gebürtige Erzbischof von York und später von Canterbury, gründete 1431 in seinem Heimatort ein Priesterseminar und 1447 eine Lateinschule für arme Jünglinge. Er ließ die Kirche zu einer kreuzförmigen Basilika umbauen. Diese Kirche im Perpendicular-Stil hatte einen quadratischen Vierungsturm mit aufgesetzter Spitze. Dieser wurde nach einem Blitzeinschlag von 1572 zwar repariert, stürzte aber 1686 ein, wobei er die Vierung, das Querschiff und den Chor samt seinen Kunstdenkmälern zerstörte. Der provisorisch wiederhergestellte Chor wurde in der Regierungszeit von Queen Anne (1701–14) neu erbaut. Aus dieser Zeit stammt (1706) auch der jetzige Kirchturm. Am 18. Januar 1943 wurde durch Kriegseinwirkung das Westfenster von 1878 zerstört.

## Ausstattung
- Das heutige Westfenster, entworfen von Gerald Smith von der Fa. Johnson & Pawle, wurde 1951 eingesetzt. Es zeigt unter anderem Kardinal John Kempe, der ein Modell seiner Lateinschule von Wye in Händen hält (nach einem Vorbild in der Zouch-Kapelle im Dom zu York), und nimmt ansonsten Bezug zum Wye College, heute Agrikultur-Abteilung der Universität London.
- Das Taufbecken stammt wahrscheinlich aus dem 15. Jahrhundert.
- Die zwei heraldischen Glasfenster im nördlichen Seitenschiff konnten von dem Westfenster von 1878 gerettet werden.
- Das Chorpult ist ein Denkmal für Lehrer und Studenten des Wye College, die im Ersten Weltkrieg gefallen sind.
- Eine Ebenholzplastik, die den hl. Jakobus von Compostela darstellte und von John Forsyth aus Dover geschaffen war, wurde 2009 gestohlen.
- Hl. Jakobus von Compostela, eine Eibenholzplastik
- Ein Kreuzigungsbild malte der Australier John Miller.
- Eine Bronzeskulptur „Mutter und Kind“ bei der Marienkapelle wurde 1987 von Neil Godfrey aus Surrey geschaffen und von Alan Ridout gestiftet. Die Kirchenstuhlkissen stellen das Leben Mariens dar.
- Ein weiteres Kunstwerk des 20. Jahrhunderts ist eine Statue des hl. James von John Forsyth.
- Die Kirche birgt Wappenschilder der Familie Sawbridge und Palmer Brasses (Grabplatten aus Messing).
- Ein Kirchenmodell zeigt den Sakralbau vor den Katastrophen von 1572 und 1686.
- Im Kirchturm hängen zehn Glocken, die älteste von 1774, die jüngsten von 1991.
- An den Außenseiten sieht man in Stein gehauene Fratzen, die das Böse vom heiligen Ort abhalten sollen.

### Orgel
Die Orgel wurde 1928 von dem Orgelbauer Albert Keates (Sheffield) für die Wesley Hall in Sheffield erbaut. 1974 wurde das Instrument durch den Orgelbauer Peter Hutchins (Coleford) reorganisiert und in St. Gregory und St. Martin aufgestellt. Angebunden an die Orgel wurde ein kleines Instrument, ein neo-klassisches Positiv, das 1959 von einem unbekannten Orgelbauer für die Kirche erbaut wurde. Die Orgel hat 33 Register auf drei Manualen und Pedal. Die Spieltrakturen sind elektro-pneumatisch, die Registertrakturen sind elektrisch.
| I Positive C–c4 |       |
| Rohr Flute      | 8′    |
| Principal       | 4′    |
| Tapered Flute   | 4′    |
| Twelfth         | 2 ⁄3′ |
| Octave          | 2′    |
| Mixture II      |       |

| II Great C–c4        |     |
| Double Open Diapason | 16′ |
| Large Open Diapason  | 8′  |
| Small Open Diapason  | 8′  |
| Clarabella           | 8′  |
| Dulciana             | 8′  |
| Principal            | 4′  |
| Harmonic Flute       | 4′  |
| Fifteenth            | 2′  |
| Trumpet              | 8′  |

| III Swell C–c4 |     |
| Open Diapason  | 8′  |
| Gedact         | 8′  |
| Gamba          | 8′  |
| Voix Celeste   | 8′  |
| Gemshorn       | 4′  |
| Fifteenth      | 2′  |
| Mixture III    |     |
| Contra Fagotto | 16′ |
| Cornopean      | 8′  |
| Oboe           | 8′  |
| Vox Humana     | 8′  |
| Tremulant      |     |

| Pedal C–f1    |     |
| Open Diapason | 16′ |
| Bourdon       | 16′ |
| Echo Bourdon  | 16′ |
| Principal     | 8′  |
| Bass Flute    | 8′  |
| Flute         | 4′  |
| Bassoon       | 16′ |

## Sonstiges
Das Tauf- und Sterberegister der Kirche geht bis auf 1538, das Eheregister bis auf 1545 zurück.